# ديزج صفر علي
ديزج صفر علي هي قرية في مقاطعة ورزقان، إيران. عدد سكان هذه القرية هو 495 في سنة 2006.